# Tot i així (sèrie de televisió)
Tot i així, (en coreà: 알고있지만 ) és una sèrie de televisió de Corea del Sud del 2021 protagonitzada per Han So-hee, Song Kang i Chae Jong-hyeop. Basat en un popular webtoon del mateix nom que es va publicar per primera vegada a Naver Webtoon, explica la història de dues persones que se senten atretes l'una per l'altra però que són escèptics sobre l'amor a causa de les seves relacions passades. Es va emetre els dissabtes de JTBC a les 23:00 (KST) del 19 de juny al 21 d'agost de 2021. Cada episodi es va publicar a Netflix a Corea del Sud i internacionalment després de la seva emissió televisiva.